# Wilhelm Hansen (forsikringsdirektør)
 Der er flere personer med dette navn, se Wilhelm Hansen.
Wilhelm Peter Henning Hansen (født 27. november 1868 i København, død 4. februar 1936 i Ordrup) var en dansk etatsråd, forsikringsdirektør og kunstsamler, stifter af Ordrupgaard.

## Karriere
Han var søn af rentier Adolph Hansen og hustru født Bundtzen og skabte sig en karriere indenfor forsikringsverdenen. Efter 1884 at have taget almindelig forberedelseseksamen fra Efterslægtsselskabets Skole var Hansen i nogle år beskæftiget på vekslende måde, tog 1886 adgangseksamen til Polyteknisk Læreanstalt og underviste en tid i kunstsproget volapük, men han var kun omkring tyve år gammel, da han fik ansættelse i det engelske livsforsikringsselskab Greshams agentur i København. Han blev derpå 1889 assistent i Kgl. Sø Assurance og overtog i 1891 generalagenturet for Gresham i Danmark.
I 1896 stiftede han Dansk Folkeforsikringsanstalt (D.F.F.A.), inspireret af engelske initiativer, der tilbød livsforsikringer til alle befolkningsgrupper. Selskabet blev en stor succes. Fra 1905 og til sin død i 1936 var han også direktør for Hafnia, som i 1905 var blevet fusioneret med Mundus, et selskab, som han selv havde oprettet i 1898, men som havde slået fejl. I 1919 var Wilhelm Hansen medstifter og administrator af forsikringsselskabet La Populaire i Frankrig og var dermed også medvirkende til, at folkeforsikring blev udbredt i dette land. Som direktør for Hafnia fik han gjort selskabet til Danmarks største forsikringsvirksomhed. Hansen var desuden i en årrække formand for De danske Livsforsikringsselskabers Forening og sad i bestyrelsen for flere forsikringsselskaber, bl.a. Dana og Danske Phønix og bestyrelsesformand i Pensions- og Livrente-Institutet af 1919.
Den 30. oktober 1891 blev Wilhelm Hansen gift med Henny Nathalie Soelberg Jensen i Frederiksberg Kirke. Wilhelm og Henny havde mødt hinanden i forbindelse med Wilhelm Hansens undervisning i Volapük.

## Wilhelm Hansen som kunstsamler
Wilhelm Hansen er bedst kendt for sin samlervirksomhed. I årene 1892-1933 opbyggede han en samling af dansk og fransk kunst fra det 19. og begyndelsen af det 20. århundrede.  I begyndelsen var han kun interesseret i dansk kunst fra 1800-tallet, som han begyndte at samle på i 1892. Denne samling var ikke stor, men rummede til gengæld udsøgte værker.
Senere meldte interessen for fransk kunst sig, og under 1. verdenskrig købte Wilhelm Hansen stort ind, til dels bistået af Théodore Duret. I perioden 1916-1918 lod Wilhelm og Henny Hansen herskabshjemmet og landstedet Ordrupgaard opføre, der, foruden familien Hansen, skulle huse samlingen af dansk og fransk kunst. Landstedet blev tegnet af Gotfred Tvede (men også præget af dennes medhjælper Therkel Hjejle) og havde en malerisal tilknyttet. Ordrupgaard er i dag et statsligt kunstmuseum.
Wilhelm Hansen lagde hovedvægten på fransk kunst efter 1870, dvs. impressionismen og de senere mange nye strømninger, og dominerende navne var Camille Corot, Gustave Courbet, Honoré Daumier, Paul Gauguin, Paul Cézanne, Edgar Degas, Édouard Manet, Claude Monet, Camille Pissarro, Pierre-Auguste Renoir og Alfred Sisley. Kunsthistorikeren Karl Madsen har udtalt, at "det er den rigeste og mest omfattende Samling af udmærket fransk Malerkunst, der hidtil er skabt i Danmark, i Norden, vel i det hele taget i Europa uden for Frankrig".
Under Landmandsbankens krak i 1922 tabte Hansen penge og måtte sælge ud af samlingen. Ny Carlsberg Glyptotek kunne dog træde til og købe de vigtigste af de udbudte værker. Da han var kommet ovenpå igen økonomisk i slutningen af 1920'erne genoptog han samleraktiviteten for at fylde hullerne i samlingen.

## Wilhelm Hansen som udstillingsarrangør
I 1918, året for Ordrupgaards indvielse, dannede Wilhelm Hansen Foreningen Fransk Kunst, der havde til formål at skaffe store kunstudstillinger til Skandinavien. Wilhelm Hansen arrangerede bl.a. en omfattende udstilling af fransk kunst fra 1800-tallet på Ny Carlsberg Glyptotek i 1928 og en udstilling med skulpturer af Auguste Rodin på Charlottenborg i 1928. 
Han blev etatsråd 1912, Ridder af Dannebrog 1909, Dannebrogsmand 1921 og Kommandør af 2. grad af Dannebrog 1922. Også adskillige udenlandske ordener blev tildelt ham. Han var endvidere formand for den danske jury og le jury supérieur ved Verdensudstillingen i Paris 1925, formand for Kunstforeningen 1920-25 og Foreningen Fransk Kunst, medlem af bestyrelsen for Dansk Kunstmuseumsforening, formand for Verdensfredsmærke-Komitéen.
Wilhelm Hansen døde den 4. februar 1936 på Ordrupgaard som følge af en bilulykke. Han er begravet på Vestre Kirkegård.
Der findes malerier af Wilhelm Hansen udført af Julius Paulsen 1926 (Ordrupgaard og tidl. Dansk Folkeforsikringsanstalt), samme 1932 (tidl. Hafnia) og Hans Henningsen 1935 (ditto). Buste af Ludvig Brandstrup (Ordrupgaard). Relief af Adam Fischer 1935 (tidl. Dansk Folkeforsikringsanstalt).

## Wilhelm Hansens udgivelser
- En Samling af de almindeligste Substantiver, Adjektiver, Adverbier, Verber, Konjuktioner og Præpositioner i Universalsproget Volapük, København: Blaunfeldt 1886.
- Kortfattet Lærebog i Volapük til Brug ved Selvstudium, København: Blaunfeldt 1887.
- Kortfattet Omrids af Grammatiken i Verdenssproget Volapük, København: Lybecker 1887.
- Lised volapükelas zilikün in Yulop ko ladets kuladik omas, København: Petersen 1887.
- Dansk-Volapük Ordbog, København: Blaunfeldt 1887.
- Koneds e konils fa lautels dänik, København: Blaunfeldt 1888.
- Konlet konedas e konilas se läns valik pelovepolöl ini volapük fa volapükels sikikün, København: Lybecker & Meyer 1888.
- Fuldstændig Lærebog i Volapük. Med Forfatterens Tilladelse bearbejdet efter W. Pflaumer's „Volständiger Lehrgang des Volapük“ til Brug for Danske af..., Aalborg: Schultz 1888.
- Volapük-Dansk Ordbog, Aalborg: Schultz 1891.